# تاريخ الكومنولث البولندي الليتواني (1569-1648)
يغطي تاريخ الكومنولث البولندي الليتواني (1569-1648) فترة ما قبل تعرض الدولة المشتركة بين بولندا وليتوانيا لحروب مدمرة في منتصف القرن السابع عشر. أنشأ اتحاد لوبلن عام 1569 الكومنولث البولندي الليتواني، وهي دولة فيدرالية موحدة بشكل أوثق، لتحل محل الاتحاد الذاتي السابق بين البلدين. كان الاتحاد يديره بصورة كبيرة نبلاء ليتوانيا وروثيو بولندا، من خلال نظام البرلمان المركزي والمجالس المحلية، وبقيادة ملكية منتخبة من عام 1573. شكلت القاعدة الرسمية لعدد النبلاء الأكبر نسبيًا مقارنة بالدول الأوروبية الأخرى نظامًا ديمقراطيًا مبكرًا متطورًا، على النقيض من الملكية المطلقة السائدة في ذلك الوقت في بقية أوروبا.
أصبح الاتحاد البولندي الليتواني لاعبًا مؤثرًا في أوروبا وكيانًا ثقافيًا حيويًا، إذ نشر الثقافة الغربية شرقًا. في النصف الثاني من القرن السادس عشر والنصف الأول من القرن السابع عشر، أصبح الكومنولث البولندي الليتواني دولة ضخمة في وسط شرق أوروبا تبلغ مساحتها نحو مليون كيلومتر مربع.
في أعقاب المكاسب الإصلاحية (كان اتحاد وارسو عام 1573 تتويجًا لعمليات التسامح الدينية الفريدة في أوروبا)، شنت الكنيسة الكاثوليكية هجومًا أيديولوجيًا مضادًا وإصلاحًا مضادًا على العديد من المتحولين من الدوائر البروتستانتية. أصبحت الخلافات والعقبات حول استيعاب الروثيين في الكومنولث واضحة. وفي مرحلة مبكرة (من أواخر القرن السادس عشر)، مثلوا أنفسهم في اتحاد بريست الديني، ما أحدث انشقاقًا في مسيحيي الكومنولث الشرقيين وعلى جبهات القتال، في سلسلة انتفاضات القوزاق.
عانى الكومنولث، الحازم عسكريًا في عهد الملك ستيفن باتوري، من تشتت الأسرة الحاكمة في عهد ملوك فاسا: سييسموند الثالث وفواديسواف الرابع. أصبح أيضًا مرتعًا للنزاعات الداخلية، إذ بات الملوك والقوى القوية وفصائل النبلاء هم الفاعلون الرئيسيون. خاض الكومنولث حروبًا مع روسيا والسويد والإمبراطورية العثمانية. وفي أوج الكومنولث، واجه بعض جيرانه الأقوياء صعوبات خاصة بهم، وسعت الدولة البولندية الليتوانية إلى الهيمنة على أوروبا الشرقية، وخاصة روسيا. بالتحالف مع ملوك آل هابسبورغ، لم تنخرط مباشرة في حرب الثلاثين عامًا.
في عام 1577، قام القيصر الروسي إيفان الرابع بأعمال عدائية في منطقة ليفونيا، واستولى على معظم المنطقة وتسبب في تورط البولندية الليتوانية في حرب ليفونيا. أسفر الهجوم المضاد الناجح بقيادة الملك باتوري وجان زامويسكي عن السلام عام 1582 واستعادة جزء كبير من الأراضي المتنازع عليها مع روسيا. ومع تمركز القوات السويدية في أقصى الشمال (إستونيا) وإعلان سييسموند الثالث إستونيا جزءًا من الكومنولث في عام 1600، اندلعت الحرب مع السويد على ليفونيا؛ واستمرت الحرب حتى عام 1611 دون التوصل إلى نتيجة محددة.
عندما كانت روسيا تدخل فترة من عدم الاستقرار في عام 1600، اقترح الكومنولث اتحادًا مع الدولة الروسية. أعقب هذه الخطوة الفاشلة العديد من المحاولات الأخرى غير الناجحة، والمجازفة في كثير من الأحيان، مثل الغزوات العسكرية، والتلاعب بالأسرة الحاكمة وغيرها من الألاعيب الدبلوماسية. في حين أن الاختلافات بين المجتمعين والإمبراطوريات أثبتت في النهاية أنها هائلة للغاية لتتغلب عليها، فقد انتهى الأمر بالدولة البولندية الليتوانية في عام 1619، بعد هدنة ديولينو، مع أكبر توسع على الإطلاق في أراضيها. في الوقت نفسه، أضعفتها الجهود العسكرية الضخمة.
في عام 1620، أعلنت الإمبراطورية العثمانية بقيادة السلطان عثمان الثاني الحرب ضد الكومنولث. في معركة تسوتسورا الكارثية قتل هيتمان ستانيساو، وأصبح وضع الكومنولث في ما يتعلق بقوات الغزو التركية التتارية محفوفًا بالمخاطر. تلت ذلك تعبئة في بولندا وليتوانيا، وعندما صمد جيش جان كارول تشودكوفيتش في وجه هجمات العدو الشرسة في معركة خوتين (1621)، تحسن الوضع على الجبهة الجنوبية الشرقية. توالت المزيد من الحروب مع العثمانيين في 1633-1634، وتعرضت مساحات شاسعة من الكومنولث لغزوات التتار وبعثات استعباد الرقيق طوال الفترة.
استؤنفت الحرب مع السويد وقائدها غوستافوس أدولفوس في عام 1621 بهجومه على ريجا، وتلاه الاحتلال السويدي لكثير من ليفونيا، والسيطرة على ساحل بحر البلطيق حتى بوك وحصار دانزيغ. حشد الكومنولث، المنهك من الحرب التي وقعت في مكان آخر، في الفترة ما بين عامي 1626-1627 استجابةً بمساعدة النمسا والمواهب العسكرية لهتمان ستانيسلاو كونيكبولسكي. وتحت ضغط من العديد من القوى الأوروبية، أُوقفت الحملة وانتهت بهدنة ألتمارك، تاركة في يد السويدية الكثير مما غزاه غوستافوس أدولفوس.
تلا ذلك حرب أخرى مع روسيا في عام 1632، وانتهت دون تغيير كبير في الوضع الراهن. ثم شرع الملك فوديساو الرابع في استعادة الأراضي المفقودة للسويد. في نهاية الاشتباكات، أخلت السويد مدن بروسيا الملكية وموانئها، لكنها أبقت معظم ليفونيا. تولى كورلاند، الذي ظل مع الكومنولث، خدمة تجارة البلطيق في ليتوانيا. بعد تكريم فريدرش فيلهلم البروسي أمام الملك البولندي في عام 1641، ظل موقف الكومنولث في ما يتعلق ببروسيا وحكامها آل هوهنتسولرن يزداد ضعفًا.

## الملكية المنتخبة وجمهورية النبلاء
مع بداية الكومنولث البولندي الليتواني في النصف الثاني من القرن السادس عشر، أصبحت بولندا وليتوانيا نظامًا ملكيًا منتخبًا، يُنتخب فيه الملك من قبل النبلاء الوراثيين. كان هذا الملك بمثابة سلطان حتى وفاته، ويمكن أن تجري البلاد انتخابات أخرى. يشار إلى هذا النظام الملكي عادة باسم الكومنولث أو الجمهورية، بسبب درجة التأثير العالية التي تتمتع بها الطبقات النبيلة، والتي غالبًا ما تُرى كطبقة واحدة غير متجانسة.
في عام 1572، توفي سييسموند الثاني أغسطس، آخر ملوك أسرة ياغيلون، دون أي ورثة. ولم يكن النظام السياسي مستعدًا لاحتمال كهذا، إذ لم تكن هناك طريقة لاختيار ملك جديد. بعد الكثير من النقاش، تقرر أن نبلاء بولندا وليتوانيا بالكامل سيقررون من سيكون الملك. اجتمع النبلاء في وولا، بالقرب من وارسو، للتصويت في الانتخابات الملكية.
استمر انتخاب الملوك البولنديين إلى أن قُسمت بولندا. كان الملوك المنتخبون حسب الترتيب الزمني هم: هنري الثالث ملك فرنسا، آنا ياغيلون، ستيفن باتوري، سييسموند الثالث فاسا، فواديسواف الرابع، جون الثاني كاسيمير، ميخاو كوريبوت فيشنوفييتسكي، يوحنا الثالث سوبييسكي، أغسطس الثاني القوي، ستانيسلاف ليزينسكي، أغسطس الثالث، ستانيسلاف أغسطس بونياتوفسكي.
أُجريت أول انتخابات ملكية بولندية في عام 1573. وكان الرجال الأربعة المرشحون للمنصب هم هنري الثالث، الذي كان شقيق الملك تشارلز التاسع ملك فرنسا، وإيفان الرابع قيصر روسيا، والأرشيدوق إرنست ملك النمسا، ويوهان الثالث ملك السويد. انتهى الأمر إلى هنري الثالث. ولكن بعد أن خدم كملك بولندي لمدة أربعة أشهر فقط، تلقى الأخبار التي تفيد بأن شقيقه، ملك فرنسا، قد توفي. تخلى هنري الثالث عن منصبه البولندي وعاد إلى فرنسا، حيث اعتلى العرش باسم هنري الثالث ملك فرنسا.
ترك عدد قليل من الملوك المنتخبين علامة بارزة في الكومنولث. كان ستيفن باتوري مصممًا على إعادة تأكيد الامتياز الملكي المتدهور على حساب عزل الأسر النبيلة القوية. كان سييسموند فاسا وفواديسواف الرابع فاسا ويان الثاني كازيمير فاسا جميعًا من منزل فاسا السويدي؛ منعهم الانشغال بالشؤون الخارجية والأسرة من تقديم مساهمة كبيرة في استقرار بولندا وليتوانيا. قاد يوحنا الثالث سوبييسكي عملية الإغاثة المتحالفة لفيينا في عام 1683، والتي تحولت إلى آخر انتصار كبير لـ«جمهورية كلا البلدين». كان ستانيسلاف أغسطس بونياتوفسكي، آخر ملوك بولندا، شخصية مثيرة للجدل. من ناحية، كان هو الدافع وراء الإصلاحات الجوهرية والبناءة المتأخرة التي قام بها الكومنولث. ومن ناحية أخرى، بسبب ضعفه وافتقاره إلى العزم خاصةً في التعامل مع روسيا الإمبريالية، كان الفشل هو مصير الإصلاحات مع البلد، التي كان من المفترض أن يساعدوها.

## فواديسواف الرابع
حكم فواديسواف الرابع فاسا، ابن زيغمونت الثالث، الكومنولث بين عامي 1632-1648. وُلد وترعرع في بولندا، واستعد للمنصب منذ صغره، إذ كان ذو شعبية كبيرة، ومتعلمًا، وغير مقيد بتحيزات والده الدينية، وبدا أنه مرشح رئيس تنفيذي واعد. امتلك فواديسواف، مثل والده، طموح الحياة للوصول إلى العرش السويدي عبر استغلال وضعه الملكي وسلطته في بولندا وليتوانيا الذي حاول دعمها وتقويتها بغرض خدمة هدفه. حكم فواديسواف بمساعدة العديد من الشخصيات البارزة، من بينهم جيرزي أوسّولينسكي، مستشار التاج، والهيتمان ستانيسلاف كونيكبولسكي، زعيم شلختا الأوسط. لم يكن فواديسواف الرابع قادرًا على جذب أتباع شلختا على نطاق أوسع، وتعثرت العديد من خططه بسبب نقص الدعم في السيم (مجلس النواب البولندي) الذي ازادات عدم فعاليته. عارض رجال الدين الكاثوليك والبابوية فواديسواف أيضًا بسبب تسامحه مع غير الكاثوليك.
سعى فواديسواف في السنوات الأخيرة من حكمه إلى تعزيز مركزه وتأكيد خلافة ابنه من خلال شن حرب على الإمبراطورية العثمانية، والتي استعد لها، على الرغم من قلة دعم النبلاء. عمل الملك لتأمين هذه الغاية على تشكيل تحالف مع القوزاق، الذين شجعهم على تحسين استعدادهم العسكري والذي نوى استخدامه ضد الأتراك، والتحرك في هذا الاتجاه من التعاون أكثر من أسلافه. لم تحدث الحرب أبدًا، وكان على الملك أن يشرح خططه الحربية الهجومية خلال فترة «تحقيق» السيم في عام 1646. توفي زيغمونت كازيميرز نجل فودايسواف في عام 1647، وضعف الملك واستقال بعد خيبة أمل في عام 1648.

## السعي وراء الكثرة في أوروبا الشرقية
جلب مطلع القرنين السادس عشر والسابع عشر تغييرات أضعفت حتى الوقت الحالي جيران الكومنولث الأقوياء (روسيا القيصرية، وملكية هابسبورغ النمساوية، والإمبراطورية العثمانية). اعتمدت الفرصة الناتجة للدولة البولندية الليتوانية لتحسين موقفها على قدرتها في التغلب على اضطراباتها الداخلية، مثل النزعات الانعزالية والسلمية التي سادت بين طبقة الشلختا الحاكمة، أو التنافس بين قادة النبلاء والملوك المنتخبين، الذين غالبًا ما كانوا عازمين على التحايل على القيود المفروضة على سلطتهم، مثل مقالات هنري من فالوا.
أدت الحروب شبه المستمرة في العقود الثلاثة الأولى من القرن الجديد إلى تحديث أو تكبير جيش الكومنولث (بسبب قيود الخزانة). تراوح إجمالي القوات العسكرية المتاحة من بضعة آلاف في معركة كيرشولم، إلى أكثر من خمسين ألفًا بالإضافة إلى البسبولايت روشينيا الذين حُشِدوا لحملة خوطين في عام 1621. ظهر التطور اللافت للنظر خلال النصف الأول من القرن السابع عشر للمدفعية في نسخة عام 1650 في كتاب كازيميرز سيمينوفيتش في أمستردام بعنوان جزء كبير من المدفعية التجارية،
وهو أيضًا رائد في علم الصواريخ. أدت النسب المتزايدة من تشكيلات المشاة (الفلاحين والمرتزقة والقوزاق) ووحدة القوات الأجنبية إلى تشكيل جيش؛ وذلك على الرغم من الجودة الفائقة التي تمتعت بها قوات الكومنولث الثقيلة (الهوسار) والخفيفة (القوزاق)، وكانت هذه العناصر ممثلة بشكل كبير. طوِّر أسطول حربي وخاض معارك بحرية ناجحة (معركة عام 1609 ضد السويد) خلال فترة حكم أول اثنين من آل فاسا. أضعفت الصعوبات المالية كعادتها فاعلية الجيش وقدرة الخزانة على دفع رواتب الجنود.

## مولدافيا
تدخل جان زامويسكي في مولدافيا في عام 1595، وذلك استمرارًا للخطط السابقة لشن هجوم ضد تركيا، والتي لم تتحقق بسبب وفاة ستيفن باتوري. تولى إيريما موفيلا عرش الهوسبودار باعتباره مُقطَع الكومنولث بدعم من جيش الكومنولث. تابع جيش زامويسكي صد الهجوم اللاحق من قبل قوات الإمبراطورية العثمانية في توتورا. وقعت المواجهة التالية في المنطقة في عام 1600، عندما عمل زامويسكي وستانيسواف زلوكيفسكي ضد ميشيل الشجاع، هوسبودار فالاشيا وترانسيلفانيا. أُعيد فرض إيريما موفيلا، الذي أزاله ميشيل في مولدافيا، أولاً، ثم هُزم ميشيل في فالاشيا في معركة بوكوف. أصبح شقيق إيريما سيمون موفيلا هو الهوسبودار الجديد هناك، وأصبحت المنطقة بأكملها حتى نهر الدانوب تابعة للكومنولث لفترة وجيزة. سرعان ما أعادت تركيا تأكيد دورها في عام 1601 في فالاشيا وفي عام 1606 في ترانسيلفانيا. أدت سياسات وأفعال زامويسكي، التي شكلت المرحلة الأولى من الحروب المولدافية الكبرى، إلى إطالة نفوذ بولندا في مولدافيا، وتدخلت بشكل فعال في خطط وطموحات هابسبورغ المتزامنة في هذا الجزء من أوروبا. توقف مزيد من التدخل العسكري على الحدود الجنوبية، إذ كانت هناك حاجة أكثر إلحاحًا للقوات في الشمال.

## الحرب مع السويد
تُوِّج سييسموند الثالث في السويد في عام 1594 وسط التوترات وعدم الاستقرار الناجم عن الخلافات الدينية. تولى عمه تشارلز، وصي العرش، قيادة المعارضة السويدية المناهضة لسييسموند عند عودة سييسموند إلى بولندا. حاول سييسموند في عام 1598 حل المشكلة عسكريًا، لكن الرحلة الاستكشافية إلى بلده الأصلي هُزمت في معركة لينشوبينغ. أُسِر سييسموند، وكان عليه أن يوافق على الظروف القاسية المفروضة. أطاح به ريكسداغ الطبقات في السويد بعد عودته إلى بولندا في عام 1599، وقاد تشارلز القوات السويدية إلى إستونيا. أعلن سييسموند في عام 1600 اندماج إستونيا في الكومنولث، والذي كان بمثابة إعلان الحرب على السويد، في ذروة تورط الكومنولث البولندي الليتواني في منطقة مولدوفا.
خسر جورغن فون فارنسباخ، الذي أُعطى قيادة قوات الكومنولث، أمام الجيش الأكبر الذي جلبه تشارلز إلى المنطقة، والذي أدى هجومه السريع إلى الاستيلاء على معظم ليفونيا في عام 1600 حتى نهر دفينا، باستثناء ريغا. رحب الكثير من السكان المحليين بالسويديين، وكانوا بحلول ذلك الوقت غير راضين بشكل متزايد عن الحكم البولندي الليتواني. نجح كريستوف راديفيل في معركة كوكنهاوزن في عام 1601، ولكن عُكِس التقدم السويدي لكي لا يشمل ريفال (تالين حاليًا) فقط بعد أن جلب جان زامويسكي قوة أكبر. عاد الكثير من هذا الجيش، بدون أجر، إلى بولندا. استمرت عملية تطهير جان كارول تشودكيفيتش، الذي هزم التوغل السويدي في بايده (بيالي كاميان) في عام 1604 مع مجموعة صغيرة من القوات التي غادرت.
شن كارل، كارل التاسع الآن، ملك السويد، هجومًا جديدًا في عام 1605، ولكن تجازوت جهوده انتصارات تشودكيفيتش في كيرشولم وأماكن أخرى والنجاحات البحرية البولندية، بينما استمرت الحرب دون التوصل إلى قرار حاسم. تمكن الكومنولث في هدنة عام 1611 من الحفاظ على غالبية المناطق المتنازع عليها، إذ حالت مجموعة متنوعة من الصعوبات الداخلية والخارجية، بما في ذلك عدم القدرة على دفع رواتب الجنود المرتزقة وتدخل الاتحاد الجديد في روسيا، دون تحقيق نصر شامل.